# 1166 w literaturze
Wydarzenia literackie w 1166 roku.

## Zmarli
- Chodża Ahmad Jasawi, turecki poeta (ur. 1106)
- Mateusz, biskup krakowski